# نیتسگاله
نیتسگاله (به لاتین: Nīcgale) یک روستا در لتونی است که در شهرداری دوگوپیلس واقع شده‌است. نیتسگاله ۵۶۱ نفر جمعیت دارد.